# Вайда (Румунія)
Вайда (рум. Vaida) — село у повіті Біхор в Румунії. Входить до складу комуни Рошіорі.
Село розташоване на відстані 445 км на північний захід від Бухареста, 20 км на північ від Ораді, 132 км на північний захід від Клуж-Напоки.

## Населення
За даними перепису населення 2002 року у селі проживала 561 особа, з них 557 осіб (99,3%) угорців. Рідною мовою 557 осіб (99,3%) назвали угорську.